# Твердохліб Людмила Григорівна
Людмила Григорівна Твердохліб, більш відома як «Бабуся Лю» (10 січня 1929, с. Знаменівка, Україна — 24 жовтня 2020, м. Дніпро, Україна) — українська волонтерка, поетка.

## Життєпис
Людмила Твердохліб народилася 10 січня 1929 року в селі Знаменівка Новомосковського району Дніпропетровської области України. Пережила Голодомор 1933-го і Другу світову війну.
Працювала кухаркою в санаторіях Криму, зналась на лікувальних травах. Писала вірші.
У 2014 році вона однією із перших взялася допомагати пораненим у госпіталі імені Мечникова, потім допомагала куточку для бійців АТО на залізничному вокзалі. Аби купити харчі для бійців, самотня літня жінка витрачала свою пенсію, продавала на вулицях міста квіти, а то й просто просила кошти в перехожих.
Вона так і не встигла з'їздити на фронт.
Померла 24 жовтня 2020 року внаслідок інсульту. Похована у Новокодацькому районі міста Дніпро.